# Am-franco
L'Am-franco (in francese: billet drapeau) è stato la valuta che l'AMGOT mise in circolazione in Francia dopo la battaglia di Normandia. Con il repentino ritorno al potere da parte del generale Charles de Gaulle, il quale considerava il franco emesso dagli occupanti americani come una “moneta contraffatta”, l'uso della valuta si dissolse rapidamente a favore del franco francese pre-bellico.

## Monete
Nel 1944 furono emesse monete in ottone da 2 franchi.
| Immagine | Immagine | Valore    | Parametri tecnici | Parametri tecnici | Parametri tecnici | Parametri tecnici | Descrizione | Descrizione                                         | Descrizione               | Data di          | Data di   | Data di   |
| Diritto  | Rovescio | Valore    | Diametro          | Spessore          | Massa             | Composizione      | Bordo       | Diritto                                             | Rovescio                  | prima coniazione | emissione | decadenza |
| -------- | -------- | --------- | ----------------- | ----------------- | ----------------- | ----------------- | ----------- | --------------------------------------------------- | ------------------------- | ---------------- | --------- | --------- |
|          |          | 2 franchi | 27 mm             |                   | 8,15 g            | Ottone            | Liscio      | Valore facciale; "Liberté-Egalité-Fraternité"; 1944 | Corona d'alloro; "France" | 1944             | 1944      |           |

## Banconote
Nel 1944 furono emesse banconote in tagli da 2, 5, 10, 50, 100, 500, 1 000 e 5 000 franchi. I tagli da 50 fino a 5 000 franchi dovettero essere obbligatoriamente sostituiti nel periodo tra il 4 e il 15 giugno 1945, con nuovi biglietti che sul retro riportavano la scritta "France" anziché la bandiera francese.
| Prima serie (Bandiera)   | Prima serie (Bandiera) | Prima serie (Bandiera) | Prima serie (Bandiera) | Prima serie (Bandiera)  | Prima serie (Bandiera)            | Prima serie (Bandiera)                               | Prima serie (Bandiera) | Prima serie (Bandiera) | Prima serie (Bandiera) | Prima serie (Bandiera) | Prima serie (Bandiera) |
| Immagine                 | Immagine               | Valore                 | Dimensioni             | Colore principale       | Descrizione                       | Descrizione                                          | Descrizione            | Data di                | Data di                | Data di                | Note                   |
| Fronte                   | Retro                  | Valore                 | Dimensioni             | Colore principale       | Fronte                            | Retro                                                | Filigrana              | stampa                 | emissione              | ritiro                 | Note                   |
| ------------------------ | ---------------------- | ---------------------- | ---------------------- | ----------------------- | --------------------------------- | ---------------------------------------------------- | ---------------------- | ---------------------- | ---------------------- | ---------------------- | ---------------------- |
|                          |                        | 2 franchi              | 78 × 67 mm             | Verde e azzurro         | Valore facciale; "Émis en France" | Bandiera della Francia; "Liberté Egalité Fraternité" | Nessuna                | 1944                   | 28 agosto 1944         | 31 dicembre 1947       |                        |
|                          |                        | 5 franchi              | 78 × 67 mm             | Azzurro, blu e marrone  | Valore facciale; "Émis en France" | Bandiera della Francia; "Liberté Egalité Fraternité" | Nessuna                | 1944                   | 28 agosto 1944         | 31 dicembre 1947       |                        |
|                          |                        | 10 franchi             | 78 × 67 mm             | Azzurro, rosa e marrone | Valore facciale; "Émis en France" | Bandiera della Francia; "Liberté Egalité Fraternité" | Nessuna                | 1944                   | 28 agosto 1944         | 31 dicembre 1947       |                        |
|                          |                        | 50 franchi             | 156 × 67 mm            | Azzurro, rosa e marrone | Valore facciale; "Émis en France" | Bandiera della Francia; "Liberté Egalité Fraternité" | Nessuna                | 1944                   | 28 agosto 1944         | 15 giugno 1945         |                        |
|                          |                        | 100 franchi            | 156 × 67 mm            | Azzurro, blu e marrone  | Valore facciale; "Émis en France" | Bandiera della Francia; "Liberté Egalité Fraternité" | Nessuna                | 1944                   | 28 agosto 1944         | 15 giugno 1945         |                        |
|                          |                        | 500 franchi            | 156 × 67 mm            | Azzurro, blu e marrone  | Valore facciale; "Émis en France" | Bandiera della Francia; "Liberté Egalité Fraternité" | Nessuna                | 1944                   | 28 agosto 1944         | 15 giugno 1945         |                        |
|                          |                        | 1 000 franchi          | 156 × 67 mm            | Verde e marrone         | Valore facciale; "Émis en France" | Bandiera della Francia; "Liberté Egalité Fraternité" | Nessuna                | 1944                   | 28 agosto 1944         | 15 giugno 1945         |                        |
|                          |                        | 5 000 franchi          | 156 × 67 mm            | Verde                   | Valore facciale; "Émis en France" | Bandiera della Francia; "Liberté Egalité Fraternité" | Nessuna                | 1944                   | 28 agosto 1944         | 15 giugno 1945         |                        |
| Seconda serie ("France") |                        |                        |                        |                         |                                   |                                                      |                        |                        |                        |                        |                        |
|                          |                        | 50 franchi             | 156 × 67 mm            | Azzurro, rosa e marrone | Valore facciale; "France"         | "France"; "Liberté Egalité Fraternité"               | Nessuna                | 1945                   | 4 giugno 1945          | 31 dicembre 1947       |                        |
|                          |                        | 100 franchi            | 156 × 67 mm            | Azzurro, blu e marrone  | Valore facciale; "France"         | "France"; "Liberté Egalité Fraternité"               | Nessuna                | 1945                   | 4 giugno 1945          | 31 dicembre 1947       |                        |
|                          |                        | 1 000 franchi          | 156 × 67 mm            | Azzurro, blu e rosso    | Valore facciale; "France"         | "France"; "Liberté Egalité Fraternité"               | Nessuna                | 1945                   | 4 giugno 1945          | 31 dicembre 1947       |                        |
|                          |                        | 5 000 franchi          | 156 × 67 mm            | Verde                   | Valore facciale; "France"         | "France"; "Liberté Egalité Fraternité"               | Nessuna                | 1945                   | 4 giugno 1945          | 31 dicembre 1947       |                        |